# ピレボス
『ピレボス』（希: Φίληβος, ピレーボス、英: Philebus）は、プラトンの後期対話篇の1つであり、そこに登場する人物の名。副題は「快楽について」。

## 構成

### 登場人物
- ソクラテス
- ピレボス - 快楽主義者。詳細不明。若者[2]。
- プロタルコス - カリアス[3]の子。ゴルギアスに学ぶ。若者[2]。

### 年代・場面設定
年代不詳、場所不詳。ソクラテス、ピレボス、プロタルコスの三者が、快楽と、思慮・知性などの優劣を競って問答する。

## 内容
本篇は『法律』と共に最後期に分類される対話篇であり、テクストが未整理で解釈上の難点が多くある作品である。
ソクラテス、ピレボス、プロタルコスの三者による、「快楽」と「思慮・知性」のどちらが「善」であるかについての長い議論の途中を抜粋したような体裁となっており、「快楽」派であるピレボスから対話役を引き継いだプロタルコスが、「思慮・知性」派であるソクラテスと終始対話する構成になっている。題名になっているピレボスは、対話役をプロタルコスに引き継いだ者として、所々でわずかに会話に参加する以外は聞き役に徹している。
議論は大きく分けて2段構成になっており、まず第1に、「「快楽」と「思慮・知性」のどちらが「善」であるか」の議論が行われ、人間（の実践）においては、「快楽」と「思慮・知性」のそれぞれ単独よりも、両者の「混合」の方が、より「善」に近いと結論付けられる。続いて第2に、「一体その「混合」の中身/内部の何が、「混合」を「善」に近いものたらしめているのか」を、探求・順位付けする議論が展開され、「混合」を構成している「快楽」と「思慮・知性」と両者の「混合」の分析・検討が、それぞれ為された上で、最終的な順位が確定されることになる。
内容は、基本的には従前のプラトンの思想である「イデア論」と「魂論」を基調としつつ、「快楽」を下位に位置づけていく快楽主義批判となっており、「快楽」それ自体は「善」とは程遠いものとして結論付けられるが、他方で「快楽」は人間の生き方には必須のものでもあり、「思慮・知性」と適切に混合されることでその効果が発揮されるということが述べられており、これは初期の『プロタゴラス』における議論や『ゴルギアス』におけるカリクレスとの議論、あるいは中期の『国家』第9巻 (7章-11章) でも見られた、「「知・技術・善」等と組み合わされた条件付き・限定的な形でのみ、「快楽」を肯定する」といった姿勢や、中期の『饗宴』『パイドロス』に見られるような、「「エロース（恋・愛）」を肯定・賛美し、その助力を得つつ「真・善・美」を目指していく」といった発想とも共通しており、こうした「快楽」に対するプラトンの姿勢は、初期から後期に至るまで一貫していると言える。
他方で、本篇で鍵となる発想である「混合」や、末尾でその「混合」を「善」に近いものにしている最大・最上位の要因として挙げられている「適度」といった観点から言うと、
- 中期対話篇『国家』第2巻-第3巻において、「国の守護者」の素質や (「体育」と「音楽・文芸」の) 教育目的として言及されている、「気概/勇気」と「節度/知性」の混合/調和。
- 本作の少し前に書かれた後期対話篇『政治家』の末尾に見られる、「勇気」と「節制/慎重」の (血統的/思想的) 混合/結合を推奨する政治思想。
- 本作と同時期に書かれた最後の対話篇『法律』に見られる、「混合制 (混合政体)」(第3巻11-12章)や、「性格/財産状況の反対的な者との混合的な婚姻/交配」(第6巻16章) を推奨する政治思想。
- アリストテレスの『ニコマコス倫理学』における、「中庸」概念や、「(人間にとっての/合成的な) 最高善」概念。

などに相通じる思想も、垣間見ることができる。
（なお、上記したように、プラトンにおいて「適度・時宜」が言及される場合、基本的に「勇気」と「節制」のバランス・調和が念頭に置かれている。また「美」や「知性・知恵(思慮)」は、本篇末尾で示される「善」を形成する要因ランキングにおいて、第1位である「適度・時宜」に続く第2位・第3位として、それぞれ言及されている。したがって、この第1位の「適度・時宜」自体は、（「善」「美」や「枢要徳 (四元徳)」といった）主要な徳・イデアとの対応関係で言えば、残る1つである「正義」に相当するものであることが、本篇及びこれまでの対話篇を通して、暗に示唆されている。
初期対話篇『クリトン』においては、「正義」は「法・理に適うこと」という意味での「適度・時宜」として言及され、また「正義」を主題とした中期対話篇『国家』では、「正義」は「魂・国家の各三部分が、互いの役割を全うし、分を侵さないこと」という意味での「適度・時宜」として言及されているが、本篇における「適度・時宜」(としての「正義」) は、そうしたこれまでの「正義論」を総括するように、より抽象化・一般化された形で、「善」を形成する上での役割・重要性や、「真」「美」との一体性が強調される格好で、それが言及されている。）
また、議論の最初の方では、『パルメニデス』や『ソピステス』などでも扱われていた「一」と「多」の問題にも言及されている。
また、作品中における概念（存在）の四分類（「無限」「限度」「混合・生成」「原因」）の内、最後の「原因」に「知性」を割り振り、しかもそれを「工作者（デミウルゴス）の役をするもの」と表現している点などは、『ティマイオス』や『法律』などに見られる「宇宙論」とも相通じる部分だと言える。
また、「快楽」と「苦痛」についての検討を加えていくくだりにおいては、アリストテレスの『霊魂論』にも相通じる「欲求」と「身体/魂」との関係論や認知論が論じられたり、『詩学』にも相通じる「喜劇論」が展開されたりもしている。
さらに、「知識（技術）」を考察するくだりでは、『ゴルギアス』『パイドロス』などでも見られた弁論術（説得術）と弁証術（問答法）の対比が論じられたり、『パイドン』でも見られた自然哲学批判なども見ることができる。

### 導入
プロタルコスに対して、ソクラテスは、ピレボスは「快楽」の類こそが全動物にとっての「善」であると主張し、自分（ソクラテス）は「思慮・知性」の類こそが「善」であると主張しているという、これまでの議論の要旨を再確認してから議論を始める。
次にソクラテスは、そもそも自分達がしようとしていることは、全ての人間にとって生活を「幸福」にしてくれるものは、「心の何らかの状態」であることを顕わにすることであり、その結果、自分達が主張している「快楽」「思慮」とは異なる「他の状態」がより優秀であると明らかになることもあり得るし、そうした場合には、それにより近しい方を勝ちとすることを提案し、ピレボスとプロタルコスもそれに同意する。

### 「快楽」の多様性
まずソクラテスは、「快楽」の意味内容の多様性から話を始める。誘惑に負けた者が陥る「快楽」や、愚か者が妄想にふけって味わう「快楽」もあるが、節制する者がその節制に感じている「快楽」や、思慮ある者がその思慮の働かせることで得る「快楽」もあるので、両者の区別が必要であることを指摘する。
プロタルコスは、それは「快楽が宿る事物」が正反対の性質を持っているだけであって、「快楽」そのものは同じだと応じる。
ソクラテスは、同じ「色」であっても「白」と「黒」では正反対であり、同じ「形」にしても様々な形があるわけで、そうした部分の差異を抹消する粗雑な言説は避けるべきだと指摘する。そして、同じ「快楽」であっても、大部分は「悪しきもの」であり、一部「善きもの」もあるというのが自分の主張であり、それに対して全ての「快楽」が「善」だとしているのがピレボス・プロタルコスの側なわけだが、一体両者の「快楽」にいかなる「共通点」があってその全てを「善」と主張しているのかと問う。
プロタルコスは、自分達は全ての「快楽」を「善」だと主張している側なので、そもそも「快楽」の中に「善きもの」「悪しきもの」という差異・区別があるというソクラテスの主張自体を、認めることができないと応える。
ソクラテスは、そのように概念の「部分」における差異・多様性を認めないと、議論が粗雑なまま一向に深まらず、座礁してしまうことになるので、譲歩するよう求め、プロタルコスもしぶしぶそれを受け入れる。

### 概念（存在）における「一」と「無限」とその「狭間」
ソクラテスは、自分の言う「善」とプロタルコスの言う「善」の相違点を吟味し、「究極の善」が何であるか（「快楽」なのか、「思慮」なのか、それ以外の何かなのか）を探求していく前提として、まずは概念にまつわる「一」と「多」の話を持ち出す。
それはある同一人が相対的に「大」でも「小」でも、「軽」でも「重」でもあり得るので、「一」でもあり「多」でもあるだとか、様々な事物を言論上で部分に分割したり1つに集合させたりしながら、「一」なるものが「多」であったり「無限多」なものが「一」であるという奇妙なことを、相手が言わざるを得なくして嘲笑するといったような、通俗化した詭弁・子供だましの類の話ではなく、あくまでも生成消滅しない単一・同一な「真実存在」を仮定した場合に、それが生成する無限の事物の中に分散するとか、それ自体が別離するなどして、「同じ一つのものが、同時に一つのものの内にも、多くのものの内にも生じる」といったことが、いかにしてあるのか、という話であるとソクラテスは述べる。そしてこうした問題は、うまく同意まで到達しないと「行き詰まり」の元となるが、同意まで到達できれば万事うまくいくようになると述べる。プロタルコス、ピレボスも同意する。
ソクラテスは、こうした「一」と「多」にまつわる話は、言論についてまわる宿業のようなもので、それを覚えたての者、特に若者は、それを「知恵の宝庫」でも発見したかのように喜び、夢中になり、それを以てあらゆる言論を動かし、まるめたりこね合わせたり細分したりしながら、自分や関係者を困惑に陥れることになると指摘しつつ、そうした騒乱を避け、まともな言論に至るための（古来言い伝えられて来たとされる）「良い方法」について述べる。
それは、あらゆる「有る」と言われているもの（存在者・存在物）は、「一」と「多」からできており、またその「多」は「有限」と「無限」を併せ持っているので、あらゆるものについて、「一」と「無限（の多）」だけではなく、（その狭間の、二なり三なりその他の数なりでそれを構成する）「一定数（有限）の多」についても併せて考察・学習・把握し、教え合うことであり、そしてそのように「一」と「無限」の両極端に走らず、その狭間の「中間の数」を扱えるかどうかが、問答法と他の論争的な術を区別する目安ともなるとソクラテスは述べる。
何が言いたいのか問うプロタルコスに対して、ソクラテスは続いて「声音」の例を出す。「声音」は、口から出てくるものとしては「一つ」だが、個々の音としては「無限に多い」とも言える。しかし、これら「一」と「無限」を知っているだけでは、我々は「声音」を知っている者ということにはならず、「声音」にはどういう性質のものがどれだけの数あるかを把握することで、「文字」や「音程・音階・音楽」を解する者となれる。このように「一」と「無限」の狭間にある「一定数の多」を把握できてはじめて、そのことに関して「ひとかどの識者」「思慮のきく人」となれるのだと、ソクラテスは指摘する。
それが今自分達と何の関係があるのかと問うピレボスに対して、ソクラテスは今度は、先人達が「無限」にある「音声」を、「有声音（母音）」「半有声音（半母音 - 摩擦音・流音など）」「無声音（黙音 - 破裂音など）」の三種類に分け、その各々の数を確かめて「字母」を与え、それらを「一つ」にまとめて「読み書きの術」とした例を提示するが、ピレボスは相変わらず、それが自分達と何の関係があるのか問う。
そこでソクラテスはようやく、これらの話を踏まえるならば、現在の議論における「快楽」と「思慮・知性」を巡る議論においても、その各々の中にある「一定数の多」を把握することが求められていることになると、その真意を明かす。
そこでプロタルコスが、この「快楽」と「思慮・知性」を巡る議論は、そもそもソクラテスが始めたものなのだから、その「一定数の多」の把握に向けた種類分け作業をソクラテスが引き受けるか、それとも別の手段を見出すかしてもらいたいと頼む。

### 「善」の条件と「快楽」「思慮」
そこでソクラテスは、以前に述べた「「快楽」や「思慮」とは異なる「他の状態」が「究極の善」であるかもしれない」という切り口から議論を続けることにし、まずは「善」の条件を考察し、それが「快楽」や「思慮」に当てはまるか検討してみることにする。
ソクラテスはまず、「善」は「究極的・完結的」なものであり、人は「それ以外のものは気にもとめない」ということに同意を得つつ、「快楽」がその条件に当てはまるか検討した結果、「快楽」だけがあっても、「知性・記憶・知識・真なる思いなし」などを持っていなければ、それを「快楽」と認識すらできないのであり、それはあたかもクラゲや貝などの海洋生物のように生きるのと同じことであり、誰もそのような生き方を選んだりはしない、すなわち「快楽」は「善」ではないという結論に至る。
次に「思慮」を検討した結果、「思慮・知性・知識・記憶」などを持っていたとしても、そこに一切の「快楽」が無いならば、人はやはりそのような生き方を受け入れたりはしない、すなわち「思慮」も善ではないという結論に至る。
そして最後に、「「快楽」と「知性・思慮」を併せ持つ生活」が検討され、これは先の二つの生活よりは人々に選ばれる、すなわち「快楽」と「知性・思慮」それぞれよりも、「善」に近いものであると結論される。

### 概念（存在）の四分類
かくして「快楽」と「知性・思慮」のそれぞれは、「両者を併せ持った状態（混合）」よりは「善」から遠い、劣ったものであるという結論に達したが、ソクラテスは次に、「両者を併せ持った状態（混合）」を「善」に近い優れた状態にしている要因は、「快楽」と「知性・思慮」のどちらにあるのか、その「二等賞」争いをすることを提案し、プロタルコスも同意する。
ソクラテスはまず、議論の仕切り直しの出発点として、存在するものについての概念を「無限」「限（限度）」「混合」「原因」に四分類する。
そしてソクラテスは、「暖冷」「多少」「強弱」といった両義的・相対的な表現がなされるものは、「一定量」が定まらないので、第一の「無限」に分類されると指摘する。プロタルコスも同意する。
続いてソクラテスは、「計量」されたものと、それに関連付けて「等しい」「二倍」などと表現されるものは、「一定量」が定まるので、第二の「限度」に分類されると指摘する。プロタルコスも同意する。
続いてソクラテスは、「健康」「音楽」「季節」「美容」「強健」「法・秩序」など、「無限」と「限度」の混合によって適度に生成された美しいものが、第三の「混合・生成」に分類されると指摘する。プロタルコスも同意する。
最後にソクラテスは、「無限」と「限度」から「混合・生成」を成す「工作者（デミウルゴス）の役」を果たすものを、第四の「原因」に分類する。プロタルコスも同意する。
こうして四分類を提示した上で、ソクラテスは先の議論で最も「善」に近いとされた「快楽と思慮が混合された生活」を第三の「混合・生成」に、「快楽」を第一の「無限」に、「知性・思慮」を第四の「原因」に、それぞれ分類する。プロタルコスも同意する。

### 「快楽/苦痛」について

#### 「身体」と「快楽/苦痛」
続いてソクラテスは、「快楽」と「知性」の存在・発生の条件の検討に入る。まずは「快楽」から検討を始める。
ソクラテスは、「快楽」や「苦痛」は、第三分類の「調和」を発生条件としていると指摘する。「自然のあり方」の「調和」が破れると「苦痛」が生じ、それが回復されると「快楽」が生じると。例えば、「空腹」（苦痛）と「摂食」（快楽）、「渇き」（苦痛）と「飲水」（快楽）、「炎熱」（苦痛）と「冷却」（快楽）、「寒気」（苦痛）と「加温」（快楽）といったように。
そしてソクラテスは、こうした第一の「快楽/苦痛」を「（身体の）状態変化によって生じるもの」と呼ぶことにする。プロタルコスも同意する。

#### 「魂」と「快楽/苦痛」
次にソクラテスは、そうした「（身体の）状態変化」によって生じる「快楽/苦痛」とは別に、それに対する「予想/予期」によって、「「魂」の中に独自に生じるもの」としての第二の「快楽/苦痛」もあると指摘する。（そしてまた、「魂」の第3の状態として、「快楽」でも「苦痛」でもない、「知性・思慮」のみで成り立つ「神に近い」状態もあり得ると付言する。）
また、第一の「（身体の）状態変化によって生じるもの」としての「快楽/苦痛」も、「身体止まり」のものと、「魂にまで浸透（共振）する」ものがあり、前者は「不感」、後者は「感覚」と呼ばれるのがふさわしく、そしてその「感覚」の保全は「記憶」と呼ばれ、他方「感覚」を（「身体」を経ずに）「魂」のみで取り戻したり、一旦失われた「記憶」を「魂」のみで取り戻す場合は、「想起」と呼ばれるのがふさわしいと指摘する。プロタルコスも同意する。
そしてソクラテスは、以上の話は「魂」だけが持つ「快楽」や「欲求」を、できるだけはっきり捉えたいという目的があってのものだったと述べる。

#### 「欲求」と「魂」
続いてソクラテスは、「欲求」とは何であり、どこに生成するかを考察することにする。
まず、「空腹」や「渇き」も欲求とされているが、両者の共通点は何なのか、ソクラテスは問う。問答の結果、例えば「渇き」とは、「身体」が「空（から）の状態」における「飲み物」による「充足」に対する欲求であること、そしてその「空の状態」や「充足」は、「身体」ではなく「魂」が、その「記憶」に依って探り当てているのであり、「身体」の方には「欲求」が生じない、という話になる。

#### 「快楽/苦痛」と「希望」
続いてソクラテスは、「現在は「苦痛」の状態にいるが、あるものが現れれば「快楽」がおとずれると分かっている」という「中間」の状態は、「苦痛」なのか「快楽」なのか問う。プロタルコスは、それは「身体」は「苦痛」だし、「魂」も「予期による渇望」によって「苦痛」を感じているのだから、「二重の苦痛」だと主張する。
それに対してソクラテスは、将来の「充足」に対する「希望」が与えられている場合と、与えられていない場合があり、「希望」が有る場合は「身体」は「苦痛」でも「魂」は「快楽」なのであり、「希望」が無い場合のみプロタルコスが言うように「身体」も「魂」も「苦痛」な「二重の苦痛」に陥ると指摘する。プロタルコスも同意する。

#### 「快楽/苦痛」の「真偽」
続いてソクラテスは、「快楽/苦痛」には「真偽の区別」があるか問う。プロタルコスは、「思いなし」（ドクサ）には「真偽の区別」があるが、「快楽/苦痛」には無いと答える。しかし、ソクラテスが「正しい思いなし」「知識」などと共にある「快楽」と、「偽り」「無知」と共にある「快楽」は同じなのか問うと、プロタルコスは違うと答えるので、その両者の違いを考察していくことにする。
ソクラテスは、「思いなし」（ドクサ）や、それを反省する行為は、「感覚」や「記憶」から生じるのであり、例えば、見ているものが遠くてよく見えない場合、それが何であるかを自問し、答え、誤ったら修正し、また他者が一緒にいたらその「思いなし」を口外・言表したりもする、そのようにして「思いなし」は形成されると指摘する。そして、そのような場合における「魂」は、ちょうど「感覚」と「記憶」と、それらに関連した「身体の情態変化」が合わさった情報が、「筆記者」によって書き込まれる「（パピルスの）白紙」のようなものであり、「筆記者」が真を記入すれば「真なる思いなし」になり、偽を記入すれば「偽なる思いなし」になるようなものだと指摘する。プロタルコスも同意する。
さらにソクラテスは、「筆記者」の後を受けて、次は「絵師」が「魂」に「思いなし」の「絵姿」を描くのであり、「真なる思いなし」の「絵姿」は真になるし、「偽なる思いなし」の「絵姿」は偽になると指摘する。プロタルコスも同意する。
そしてさらに、そうした「魂」の中の「記述」「絵姿」は、過去・現在の「感覚」「記憶」としてだけでなく、将来に対する「期待・希望」としても生じることが同意される。
続いてソクラテスは、「正しい人/善き人」の「真」なる認識に基づく「快楽」もあるけれども、「不正な人/悪しき人」の邪な「偽」なる認識に基づく「快楽」もあるのであり、後者の「快楽」はいわば「偽りの快楽」であること、したがって、「快楽」にも「真偽の区別」があるのであり、「偽りの快楽」は過去・現在・将来のいずれかに対する「虚偽の思いなし」に基づいて生じるのだと指摘する。プロタルコスも同意する。
またソクラテスは、「快楽/苦痛」は相対的な関係性・比較によって、大きくなったり、小さくなったりもすると指摘する。プロタルコスも同意する。

#### 快楽否定論者
続いてソクラテスは、最初に議論した「（身体の）状態変化」によって生じる「快楽/苦痛」に関して、「（身体の）状態変化」が生じず、「快楽/苦痛」が生じないことがあり得るか問う。プロタルコスは、仮に「（身体の）状態変化」が生じないことがあるのであれば、「快楽/苦痛」も生じないだろうが、実際には（「万物流転」を主張するヘラクレイトス主義者たちの言うように）「（身体の）状態変化」は絶えず生じていると答える。
そこでソクラテスは、「（身体の）状態変化」が絶えず生じているとして、「魂」はそれを常に全て「感覚」しているか問い、例えば「体が成長する」という変化を我々が気づかないように、「微小で穏やかな変化」は「魂」に「感覚」されないのではないかと指摘する。プロタルコスも同意する。
そこでソクラテスは、「快楽」と「苦痛」のどちらでもない「中間」の状態というものがあり得るのであり、その「中間」の状態を「快楽」や「苦痛」と混同するのは「偽りの思いなし」になると指摘する。プロタルコスも同意する。
ソクラテスは、こうした話をしたのは、「快楽」というものは存在せず、「苦痛」か「それを免れている状態」があるだけだとする「快楽否定論者」がいるからだと述べる。彼らは上品な生まれの潔癖家であり、「快楽」などは「まやかしの迷妄」だと考えていると指摘する。
そしてソクラテスは、彼らの言い分を考察した上で、自分が「真なる快楽」だと思っているものを改めて述べると提案する。プロタルコスも同意する。

#### 「快楽/苦痛」の「大きさ」と「混合」
続いてソクラテスは、「快楽」の本来自然のあり方を知るには、その「最大」のものを考察するのがいいと指摘する。プロタルコスも同意する。
ソクラテスは、手近な「快楽」の「最大」のものは、「身体」に関係するものであり、それも「健康」な人よりは「病気」の人が、あるいは「自制心」がある人よりは「自制心」が無い人の味わう「快楽」の方が大きいと指摘する。プロタルコスも同意する。
続いてその「病気」における「快楽」の考察へと進み、ソクラテスが例えば「疥癬」のような摩擦を治療手段とする病気の場合、「快楽/苦痛」のどちらが生じるか問うと、プロタルコスは両者の「混合」が生じると答える。
ソクラテスは、そうした「快楽/苦痛」の「混合」には、「身体」の中に生じるもの、「魂」の中に生じるもの、その「両方」にまたがって生じるものがあることを指摘する。そして、「身体」に直接属する「混合」は今述べ、（「魂」が「身体」の「苦痛」とは反対の「快楽」を求める形で「混合」される）「両方」にまたがる「混合」は以前述べたことを確認しつつ、残る1つである「魂」のみで行われる「混合」について述べ始める。

##### 「混合」と「悲劇/喜劇」
ソクラテスは、（ホメロスが『イーリアス』18巻107-110行で「思慮深き人も憤激させ、しかし蜜よりも甘い」と形容している）「怒り」や、「悲歎」「憧憬」、あるいは「悲劇」の見物などにおいても、「苦痛」と「快楽」が「混合」されていると指摘する。プロタルコスも同意する。
さらにソクラテスは、「喜劇」は、（「金銭」「身体の大きさ・美しさ」「徳・知恵」などに関して、自分自身を過大評価している）「無知」な者の内、憎むべき対象となる「仕返しする力を持つ強い人間」ではなく、滑稽で笑うべき「仕返しする力を持たない弱い人間」を笑うことで、他者に対する「嫉妬心」（苦痛）と「笑い」（快楽）が「混合」されていると指摘する。プロタルコスも同意する。
こうして、「身体」だけの場合も、「身体」と「魂」が共同する場合も、「魂」だけの場合も、「快楽/苦痛」の「混合」が見られることが確認された。

#### 「純粋」な「快楽」
続いてソクラテスは、「混合」が無い「純粋」な「快楽」の考察へと移り、それは「「不足」が気づかれず「苦痛」を伴うことが無い一方、「充足」だけは「感覚」され「快楽」を感じさせるもの」であると述べ、例として幾何学の理想的な図形や、音、匂いなど、「美しさ」に関するものを挙げる。そしてさらに、「学識」もまたそうであると指摘する。プロタルコスも同意する。
続いてソクラテスは、「適度」な「快楽」と、度外れの「無限」な「快楽」、どちらがより「純粋」な「快楽」であるかを問う。ソクラテスは例として「白」を挙げ、「大量であっても混じりがある白」よりは「わずかであっても混じりが無い白」の方が優れており、美しく、真実なものであること、したがって「量」よりも「混じりの無さ」が重要であると指摘する。プロタルコスも同意する。

##### 「存在/生成」と「純粋」
続いてソクラテスは、常に自体的な「ある」（有・存在）と常に何かを追い求めている「なる」（生成）では、後者（「なる」（生成））は前者（「ある」（有・存在））のためにあるのであり、また「快楽」は後者（「なる」（生成））、「善」は前者（「ある」（有・存在））に分類されるため、「快楽」は「善」とは別の部類に入れられると指摘する。プロタルコスも同意する。

### 「知性・知識」について

#### 「知識」と「技術」
「快楽」についての検討を終えたソクラテスは、次に「知性・知識」の検討へと移る。
まずソクラテスは、「技術的知識」は、「教育・教養に関わるもの」と「職人的なもの」に、言い換えれば「学問的知識」との関わりが「多いもの」と「少ないもの」に分けることができ、前者は「数・量・目方を測る技術」（算数）やそれに深く関連した「建築術」「造船術」「木工術」などであり、後者は訓練によって感覚を磨く「音楽術」「医術」「農耕術」「操船術」「軍事術」などであると指摘する。プロタルコスも同意する。
さらにソクラテスは、その「算数」も、一般人が建築や商取引などに用いる場合と、知識追求を目的とする学者が幾何・計算で用いる場合に分けられると指摘する。そしてこうした分け方をしたのは、先の「快楽」の場合と同様に「知識」の「純粋度の相違」を考察するためだと主張する。プロタルコスも同意しつつ、その知識追求を目的とする人（学者）の技術こそが、他と比べて「精確さ」と「真実性」においてはかり知れない優位性を持っていると応じる。
そこでソクラテスが、はるかに「真実」この上ない「知」と言える「真実に有るもの」「常にあらゆる面で同一性を保っているもの」を扱う「問答の術」についてはどうか問うと、プロタルコスは対抗してゴルギアスからは「弁論術」（説得術）こそがあらゆる技術と比べてずっと優れたものであると度々聞かされると対案を出しつつ、しかしソクラテスにもゴルギアスにも反対の構えをしたくないと自身の判断は留保する。
ソクラテスは、自分が問うているのは、（ゴルギアスの「弁論術」（説得術）のような）「（世間的な）利益をもたらす」という点で最大最多最優秀な「技術・知識」なのではなく、たとえ小さくとも「明確・精確」なもの「真実」なるもの、常に「同一性・同一状態」を保つものを対象として考察する「技術・知識」のことであると指摘する。プロタルコスも同意する。
そしてソクラテスは、「本当に有るもの（真実在）」について知るはたらきの上に置かれるなら、「知性・思慮」といった名前は正しいものとなると指摘する。プロタルコスも同意する。
こうして「快楽」と「思慮」についての個別の考察を終え、「混合」についての議論へと移行していく。

### 「混合」について
ソクラテスはまず、これまでの議論のおさらいとして、ピレボスの「快楽」を「善」とする主張、それに対するソクラテスの「思慮」を「善」とする主張、「善」は「究極的・完結的」でありそれ以外は何も必要としないこと、そして「快楽」も「思慮」もそれだけでは「善」の条件を満たせず、両者の「混合」でなければならなかったこと、それも「美しい混合」が望ましいものであることなどを確認する。プロタルコスも同意する。
ソクラテスは、それでは「あらゆる快楽」と「あらゆる思慮」を「混合」すれば「美しい混合」になるのか問う。プロタルコスはそうだと答えるが、ソクラテスはそれは安全ではないし、もっと危険の少ない混ぜ方を提案できると述べる。
ソクラテスは、これまでの議論で「快楽」の中にもその「真実性」について差異があったし、「技術（的知識）」の中にもその「精密度」に差異があり、また「知識」の中にも「生成消滅するもの」を対象とするものと「常に同一同様のあり方をしているもの」を対象としているものがあり、後者の「知識」の方が「真実性」が多いことを挙げた上で、まずは「快楽」と「思慮」の最も真実な部分だけを「混合」して「この上なくありがたい生活」を作り上げ、それを我々に授けることが充分にできるのか、それとも追加要求しなければならないのかを検討することを提案する。プロタルコスも同意する。

#### 「混合」の「思慮・知性・知識」部分
ソクラテスはまず、「混合」する材料の片方である「思慮・知性・知識」の方を先に考察することにする。
そしてソクラテスは、もし神的（イデア的、学問的）な「円自体」「球自体」といったことについて説明ができたとしても、（職人的技術の対象となる）人間界の個々の具体的な「円」「球」に無知だったとしたら、「知識」が充分だとは言えないし、そうした「不純な技術（的知識）」も混ぜ合わせないと、生活がままならないと指摘する。プロタゴラスも同意する。
こうして「思慮・知性・知識」部分に関しては、「純粋な知識」にあらゆる「不純な知識」が混じることを許容することで合意される。

#### 「混合」の「快楽」部分
続いてソクラテスは、「混合」する材料の他方である「快楽」の考察に移る。
ソクラテスは「快楽」と「思慮・知性」を擬人化し、それぞれどのような「混合」相手を望むのか問う。そして、まず「快楽」の方は、「他の全てを知ると共に、自分達を直接的かつ徹底的に知ってくれる「知の一族」こそが最高だ」と答えるだろうと指摘、他方で「思慮・知性」の方は、「（先の議論において）「真なる快楽/純粋なる快楽」と呼ばれたものと、「健康・節制・その他の徳を伴う快楽」のみを混ぜてくれればいいのであって、「非常に大きな快楽/非常に強烈な快楽」といったものは、「魂」を「混乱」させ、「知性・知識」に対する「面倒見の悪さ」と「忘却」を生んで「台無し」にしてしまうなど、数多の「障害」にしかならないので、同居者として拒否する」と答えるだろうと指摘する。プロタルコスも同意する。

#### 「混合」における貴重・選好・価値の「原因」
こうしてソクラテスは、自分たちの言論は「生命の宿る身体を美しく支配する、整然とした秩序」として完成したように思えるし、我々は今「「善」の住まいの玄関先」に立っていると述べる。プロタルコスも同意する。
そこでソクラテスは、一体何が「混合」において「最も貴重なもの」であり、そしてそれが皆に「好まれる」「価値がある」ようにしている「原因」は何か問う。
ソクラテスはまず、「尺度（に合うこと）・適度」を挙げ、これが無ければあらゆる「混合」が「台無し」になると指摘する。プロタルコスも同意する。
またソクラテスは、「尺度（に合うこと）・適度」は「美」であるとも指摘する。プロタルコスも同意する。
さらにソクラテスは、これまでの議論で「真実性」も重視されてきたことを指摘する。プロタルコスも同意する。
かくしてソクラテスは、「善」の特定が「単一の形相」を用いるだけでは不可能であるなら、これら「尺度・適度」「美」「真実性」の3つを加勢に加えつつ「1つのもの」として捕らえ、それを「混合」における善きものの原因として見なすようにするのが、一番正しいだろうと指摘する。プロタルコスも同意する。
さらにソクラテスは、（本来の議論の目的である「「快楽」と「思慮・知性・知識」のどちらがより「善」に近いか」に答えるために）それら「尺度・適度」「美」「真実性」により近いのは、「快楽」と「思慮・知性・知識」のどちらか問うていくと、プロタルコスは3つとも「思慮・知性・知識」の方が近いと述べる。

### 「善」との近似性による順位づけ
こうして関連した議論が一応終わり、ソクラテスは、「快楽」と「思慮・知性」の「混合」の中身/内部において、「混合」を「善」に近いものたらしめているもの（要素・要因）の順位を、
- 第1位は、「尺度・適度・時宜（にかなうこと）」
- 第2位は、「均整」や「美・完全・充分」
- 第3位は、「知性・思慮」
- 第4位は、「知識・技術・正しい思いなし」
- 第5位は、「(美的・学的な) 純粋な快楽」（や、「健康・節制・その他の徳を伴う快楽」等）

であると述べる。プロタルコスも同意する。

### 終幕
最後にソクラテスは、ピレボスの快楽主義的主張に始まる、これまでの議論を軽くおさらいしつつ、「快楽」は「知性」に負け、一部の「純粋な快楽」のみがやっと第5位につけるに留まっているが、それでも世の中の多くの人たちは、「快楽」こそが最上のものと考え、「知」を探求する言論などはかえりみようともしないと指摘する。プロタルコスも、この上ない真実がソクラテスによって語られたと同意する。
そしてソクラテスが、それでは自分はようやく議論から放免されるのか問うと、プロタルコスは「まだ少しばかり残っているものがある」と、議論がまだ継続することを匂わせつつ、本篇は終わる。

## 日本語訳
- 『プラトン全集 第6巻』 岡田正三訳 第一書房 1942年
- 『プラトン全集 4　パルメニデス ピレボス』 田中美知太郎訳 岩波書店 1975年、復刊2005年ほか
- 『ピレボス』 山田道夫訳 京都大学学術出版会〈西洋古典叢書〉 2005年